# Дюпон, Артур
Артур Дюпон (фр. Arthur Dupont; род. 1985, Сен-Манде, Франция) — французский актёр.

## Биография
Артур Дюпон родился в 1985 году в Сен-Манде, депертамента Валь-де-Марн, Франция. С четырнадцати до восемнадцати лет проходил обучение на актерских Курсах Симона. Также в течение 6-ти месяцев изучал английский язык в Университете Париж III. 
Актерский дебют Артура Дюпона на телевидении состоялся в 2001 году в телесериале «Жюли Леско» (фр. Julie Lescaut). В 2003 году он дебютирует в кино в фильме «Улица бездомных» (фр. Rue des sans-papiers) Алена Карвилла и затем в 2004 году в «Арсен Люпен» Жан-Поля Саломе. Его первая главная роль в фильме Жан-Марка Барра и Паскаля Арнольда «У каждого своя ночь» стала настоящим началом карьеры Дюпона в большом кино. 
В 2008 году Артур Дюпон снялся в «Нам 18» Фредерика Берта, в следующем году он появился в фильме «Пока ты спишь» Каролин и Эрика дю Поти и снялся вместе с Кадом Мерад в приключенческой кинокомедии «Выходные!». В 2010 году Дюпон сыграл одну из главных ролей в фильме Кристофера Томпсона «Автобус Палладиум» за которую был номинирован как самый перспективный актер на кинопремии «Сезар». Два года спустя Дюпон, в паре с другим молодым французским актером Гийомом Гуи, сыграл одну из главных ролей в комедийной драме «Дом на колесах». 
Кроме актерских работ, Дюпон пробовал себя как вокалист в группе «Bring Back the Blues» и намеревался оставить актёрскую профессию ради музыкальной карьеры. 
В 2014 году Артур Дюпон дебютировал как режиссер короткометражной лентой «Я умру с вами» (фр. J'irai mourir chez vous).